# Paratendipes
Paratendipes är ett släkte av tvåvingar som beskrevs av Jean-Jacques Kieffer 1911. Paratendipes ingår i familjen fjädermyggor.

## Bildgalleri

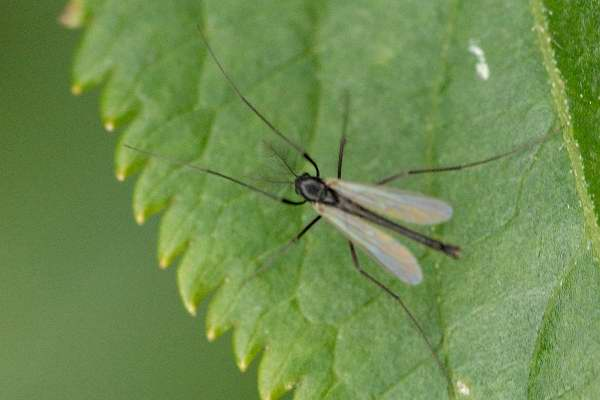
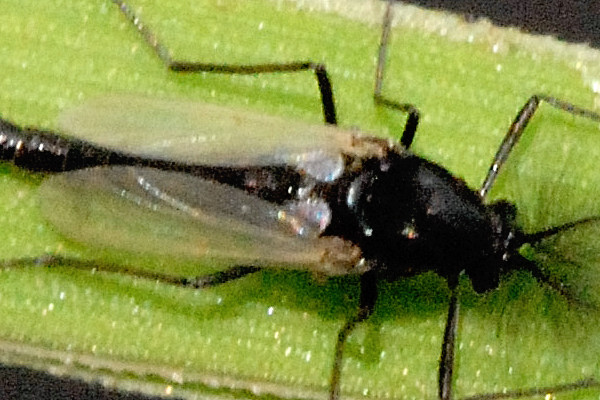

## Dottertaxa tillParatendipes, i alfabetisk ordning[1][2]
- Paratendipes albimanus
- Paratendipes albitibia
- Paratendipes astictus
- Paratendipes basidens
- Paratendipes bifascipennis
- Paratendipes caunteri
- Paratendipes concoloripes
- Paratendipes crosskeyi
- Paratendipes digraphis
- Paratendipes ditaenius
- Paratendipes dolens
- Paratendipes duplicatus
- Paratendipes fuscitibia
- Paratendipes hexatomus
- Paratendipes hirsutus
- Paratendipes inarmatus
- Paratendipes intermedius
- Paratendipes lahaulensis
- Paratendipes maculipennis
- Paratendipes melanothorax
- Paratendipes nigrimanus
- Paratendipes nigrofasciatus
- Paratendipes nitidulus
- Paratendipes nubilipennis
- Paratendipes nubilus
- Paratendipes nudisquama
- Paratendipes pelargus
- Paratendipes penicilliceps
- Paratendipes plebeius
- Paratendipes pulchripennis
- Paratendipes reheophilus
- Paratendipes reidi
- Paratendipes seydeli
- Paratendipes sinelobus
- Paratendipes stictoptera
- Paratendipes striatus
- Paratendipes subaequalis
- Paratendipes tamafuscus
- Paratendipes tamayubal
- Paratendipes tavetanus
- Paratendipes thermophilus
- Paratendipes tristictus
- Paratendipes tunisiae
- Paratendipes unimaculipennis